# Брігітт Макмегон
Брігітт Макмегон (25 березня 1967, Баар, Цуг, Швейцарія) — швейцарська тріатлоністка. Перша олімпійська чемпіонка з тріатлону.

## Біографічні відомості
Віцечемпіонка Європи 1998 року в складі збірної Швейцарії (разом з Магалі Ді Марко, Наташою Бадманн і Сібіль Маттер). У 90-х роках брала участь у чотирьох чемпіонатах світу. Найкращим у її спортивній кар'єрі став 2000 рік. На чемпіонаті світу посіла найвище місце — восьме. На двох етапах Кубка світу фінішувала на другій позиції: у Сіднеї поступилася Сірі Ліндлі, а в Лозанні — Мішель Джонс. У вересні поїхала до Австралії, де тріатлон дебютував на літніх Олімпійських іграх. Після першого етапу відставала від лідера Шейли Таорміни на 40 секунд і перебувала на сьомій позиції. У велоперегонах зберегла місце у групі лідерів, а на біговому етапі випередила Мішель Джонс на дві секунди і здобула золоту олімпійську нагороду. У Швейцарії була визнана найкращою спортсменкою року.
У міжолімпійському циклі стала переможницею етапу Кубка Європи-2004 у Лозанні. ЇЇ основними суперницями у цьому змаганні були Беатріче Ланца і Джессіка Гаррісон. На Олімпіаді в Афінах показала середні результати на двох перших етапах і завершила турнір на 10 місці (відстала від чемпіонки Кейт Аллен майже на 2,5 хвилини). 2005 року отримала два роки дискаліфікації за допінг. Брігітт Макмегон заявила, що вживала еритропоетин у маленьких дозах для терапевтичних потреб і вирішила завершити професіональну кар'єру.

## Статистика
Статистика виступів на головних турнірах світового тріатлону:
| Дата | Назва турніру    | Місце | Час      | Примітки |
| ---- | ---------------- | ----- | -------- | -------- |
| 1995 | Чемпіонат світу  | 51    | 02:15:45 |          |
| 1998 | Чемпіонат світу  | 41    | 02:17:49 |          |
| 1999 | Чемпіонат світу  | 41    | 02:01:16 |          |
| 2000 | Чемпіонат світу  | 8     | 01:55:57 |          |
|      | Олімпійські ігри | 1     | 02:00:39 | [ 4 ]    |
| 2001 | Ігри доброї волі | 6     | 02:04:03 |          |
| 2003 | Чемпіонат світу  | 23    | 02:11:46 |          |
| 2004 | Чемпіонат світу  | 18    | 01:55:44 |          |
|      | Олімпійські ігри | 10    | 02:07:07 | [ 5 ]    |